# Friedrich Asinger

Friedrich Asinger

Friedrich Asinger (Freiland / Niederdonau (Oostenrijk) 26 juni 1907 - Aken, 7 maart 1999) was een Oostenrijks chemicus. Hij is bekend om zijn ontwikkeling van een multi-component reactie, de Asinger reactie voor de synthese van 3-thiazolines.

## Leven en Werk
Hij studeerde scheikunde aan de Technische Universiteit Wenen. Hij worjed sinds 1. Mei 1937 als een onderzoeks-chemicus in de Centraal-Testing Laboratory van de ammoniakfabrieken in Leuna GmbH Merseburg. In 1943 behaalde hij zijn Habilitation aan de Universiteit van Graz. In oktober 1946 werd Asinger gedeporteerd samen met 34 chemici, natuurkundigen en ingenieurs van de Leuna-Werke aan de Sovjet-Unie naar Dzerzhinsk, in de buurt Gorky. Asinger werkte als groepsleider in de ontwikkeling van raketbrandstofs.
Gedurende de acht jaar van zijn deportatie, hij merkte op dat de reactie van ketons of aldehyden, zwavel of waterstofsulfide samen met ammoniak of amines tot verschillende stikstof-en zwavelhoudende heterocyclische verbindingen.
In zijn vrije tijd begon Asinger te schrijven aan de monografieën Chemie und Technologie der Paraffine (Chemie en Technologie van paraffinen) en Chemie und Technologie der Monoolefine (Chemie en Technologie van de mono-olefinen), die later in 1956 en 1957 gepubliceerd werden in de Akademie-Verlag, Berlijn. In 1954 keerde hij terug naar Duitsland, drie jaar later dan de meeste andere wetenschappers van de Leuna werken.
Hij werkte bij Leuna en op hetzelfde moment als Honorair hoogleraar in Halle-Wittenberg.
In 1957 werd hij benoemd tot voorzitter van Organische Chemie aan de Martin-Luther-Universiteit in Halle (Saale) en later aan de Technische Universiteit Dresden. Asinger aangemoedigd H. G. O. Becker en andere senior assistenten te schrijven de Organikum, een werkboek voor de basisopleiding in de organische chemie die populair is tot op de dag (totale oplage: bijna 400 000). Het boek is geschreven als een verplichting ter gelegenheid van de 10e verjaardag van de oprichting van de Duitse Democratische Republiek. In 1959 verliet hij de Duitse Democratische Republiek als burger van Oostenrijk en nam een positie bij de RWTH Aachen an, waar hij hoofd werd van het Instituut voor Technische Scheikunde en petrolchemie.

Structuur van D-penicillamine

In zijn jaar wetenschappelijk onderzoek hij verder ontwikkelde chemie van stikstof-heterocyclische zwavelverbindingen, zodat deze chemie ook wel Asinger chemie.
Een mijlpaal van deze chemie is de Totaal synthese van  D -penicillamine in een dertien-stap synthese, met grondstoffen van isobutyraldehyde, ammoniak en zwavel. Hij publiceerde 118 papers over dit onderwerp. In 1972 Asinger pensioen in Aken.

## Honors
- 1990 eredoctoraat van de Faculteit der Natuurwetenschappen, Technische Universiteit "Carl Schorlemmer" Leuna-Merseburg
- Orde van Verdienste van de Bondsrepubliek Duitsland eerste klasse
- Baron Auer von Welsbach Medaille van de Oostenrijkse Chemical Society
- Hans Hoefer-medaille van de ÖGEW (Oostenrijkse Maatschappij voor Petroleum Wetenschappen)
- Eredoctoraat van de Johannes Kepler Universiteit van Linz
- Lid van de Akademie der Wissenschaften zu Berlin

## Publicaties
- Methanol, Chemie- und Energierohstoff. Akademie-Verlag, Berlin, 1987, ISBN 3-05-500341-1.
- Chemie und Technologie der Monoolefine. Akademie-Verlag, Berlin 1957.
- Chemie und Technologie der Paraffinkohlenwasserstoffe. Akademie-Verlag, Berlin 1959.
- Einführung in die Petrolchemie. Akademie-Verlag, Berlin 1959.